# Amity Gardens
Amity Gardens est une census-designated place du comté de Berks, dans le Commonwealth de Pennsylvanie, aux États-Unis.

## Géographie
Amity Gardens se trouve dans le nord-est des États-Unis, dans l'est de l'État de Pennsylvanie, au sein d'Amity Township dans le comté de Berks, dont le siège de comté est Reading.